# Hyetusini
Hyetusini è una tribù di ragni appartenente alla sottofamiglia Amycinae della famiglia Salticidae dell'ordine Araneae della classe Arachnida.

## Distribuzione
I 7 generi oggi noti di questa tribù sono diffusi prevalentemente in America meridionale, in particolare in Argentina, Cile, Brasile e Venezuela; un solo genere, Titanattus, è stato rinvenuto anche in alcune località dell'America centrale.
Infine, il genere Bredana è endemico degli USA.

## Tassonomia
A maggio 2010, gli aracnologi riconoscono 7 generi appartenenti a questa tribù:
- Agelista Simon, 1900 — America meridionale (1 specie)
- Arachnomura Mello-Leitão, 1917 — Argentina, Brasile (2 specie)
- Atomosphyrus Simon, 1902 — Argentina, Cile (2 specie)
- Bredana Gertsch, 1936 — USA (2 specie)
- Hyetussa Simon, 1902 — America meridionale (6 specie)
- Tanybelus Simon, 1902 — Venezuela (1 specie)
- Titanattus Peckham & Peckham, 1885 — dall'America centrale all'America meridionale (7 specie)